# Luís III Gonzaga
Luís III Gonzaga (5 de junho de 1412 – 12 de Junho de 1478), em italiano Ludovico III ou Luigi III, il Turco, foi um condotiero italiano e Marquês de Mântua de 1444 até à sua morte em 1478.

## Biografia
Filho de João Francisco Gonzaga e de Paula Malatesta, Luís continuou a tradição do pai como condotiero iniciando-se em 1432, quando João Francisco Gonzaga era vice-comandante do exército de Francisco Bussone. Em 1433, casou com Bárbara de Brandeburgo, sobrinha-neta do imperador Sigismundo do Luxemburgo.
Em 1436 (provavelmente sem a aprovação do Pai), entrou ao serviço dos Visconti do Ducado de Milão. O resultado foi que o marquês seu pai exilou-o de Mântua, juntamente com a sua mulher, nomeando o segundo filho, Carlos, seu herdeiro. Contudo, em 1438 o próprio João Francisco foi contratado pelos Visconti, reconciliando-se com Ludovico em 1441. Ludovico sucedeu-lhe no marquesado de Mântua em 1444, embora parte dos feudos da família tenham ido para os seus irmãos Carlo, Gianlucido e Alessandro.
De 1445 a 1450 Ludovico serviu Milão, Florença, Veneza e Nápoles como condotiero, mudando de campo no sentido de obter maior segurança para os seus estados. Em 1448 participou na batalha de Caravaggio, sendo forçado a fugir. Em 1449 entrou ao serviço da República de Veneza na liga formada com a República de Florença contra Milão. Em 1450 foi incumbido de liderar os exércitos do rei Afonso I de Nápoles na Lombardia com a intenção de adquirir alguns territórios para si próprio. Contudo, Francisco I Sforza, o novo duque de Milão, seduziu-o com a promessa de lhe dar Lonato, Peschiera del Garda e Asola, que haviam sido territórios de Mântua , mas que, então pertenciam a Veneza. Veneza respondeu saqueando Castiglione delle Stiviere (1452) e contratando o irmão de Ludovico, Carlos Gonzaga.
Em 14 de junho de 1453, Luís derrotou as tropas de Carlo em Goito, mas as tropas Venezianas, sob o comando de Niccolò Piccinino, frustraram qualquer tentativa de retomar Asola. A Paz de Lodi (1454) obrigou Ludovico a devolver as suas conquistas, e a renunciar definitivamente às pretensões sobre as três cidades. Contudo, obteve os estados que pertenciam ao irmão Carlos, quando este morreu sem descendência em 1456.
O momento de maior prestígio para Mântua foi o Concílio realizado na cidade de 27 de Maio de 1459 a 19 de janeiro de 1460, convocados pelo Papa Pio II para  lançar a cruzada contra os turcos Otomanos, que tinham conquistado Constantinopla alguns anos antes. Contudo, o Papa não ficou satisfeito com a cidade anfitriã, tendo até escrito: "o local era pantanoso e pouco saudável, e o calor queimava tudo; o vinho era intragável e a comida desagradável." Apesar disso, o Concílio acabou por dar um enorme prestígio pessoal a Luís III, com a elevação do seu filho Francisco à púrpura cardinalícia.
A partir de 1466 Luís esteve quase constantemente ao serviço dos Sforza de Milão. Morreu em Goito em 1478, durante um surto de peste, sendo sepultado na Catedral de Mântua.

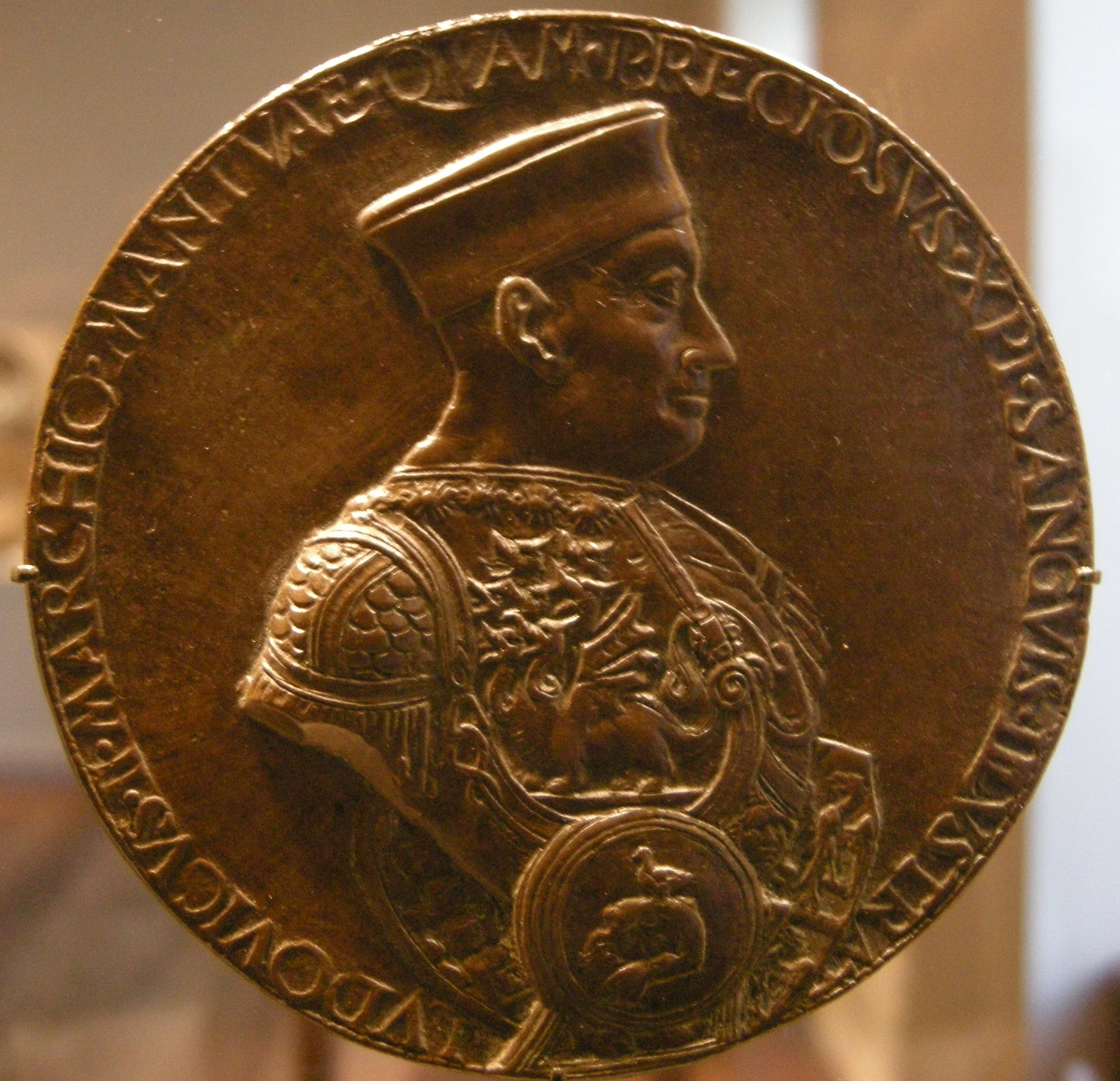
Moeda de Luís III Gonzaga (1475).

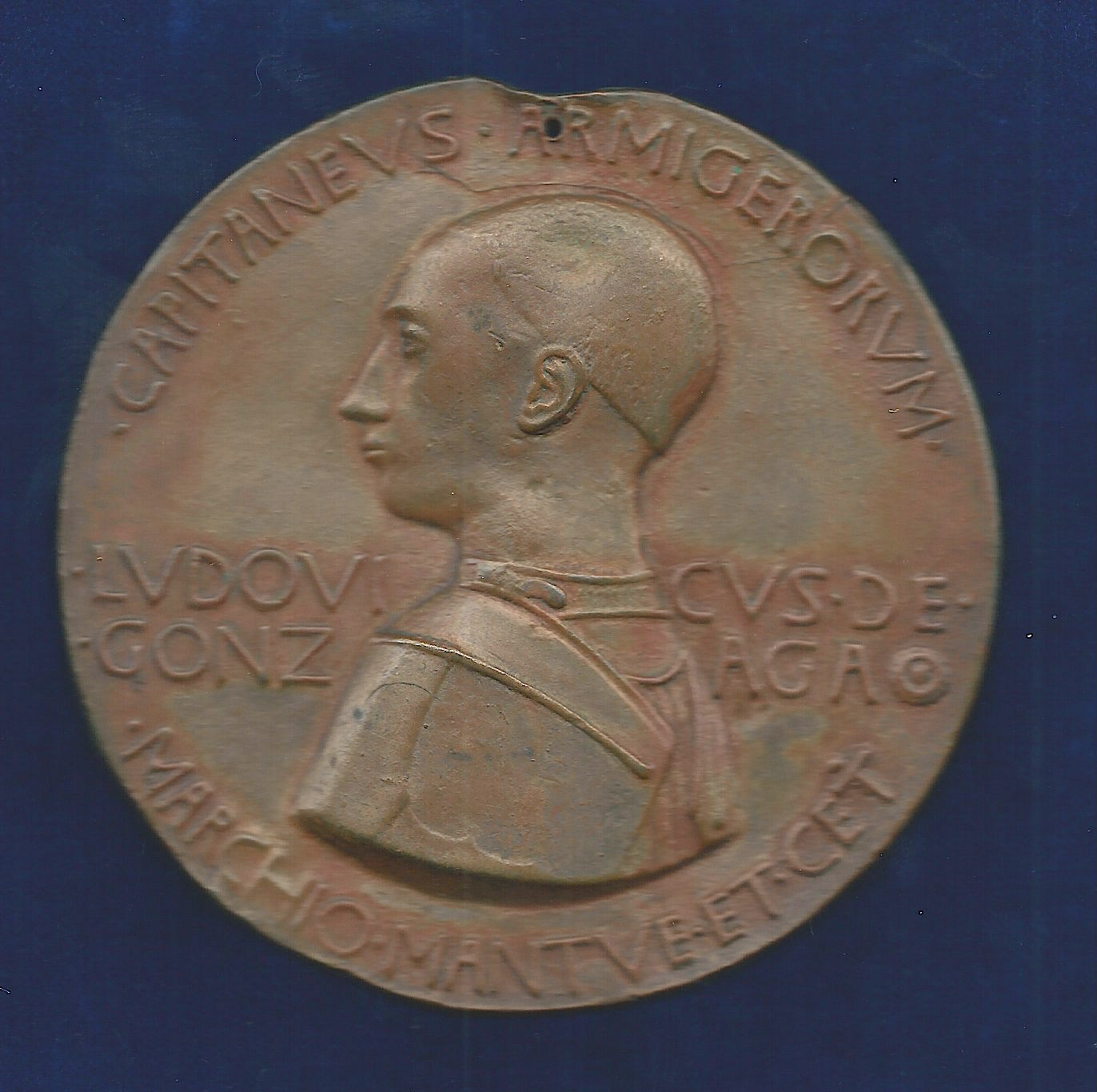
Esfínge de Luís III Gonzaga, medalha por Antonio Pisano (Pisanello), 1395 Pisa - 1455 Roma.

## Educação e aculturação
De acordo com as indicações do pai, a educação de Luís foi confiada ao humanista Vittorino da Feltre que se encarregou da "difícil tarefa de, no interesse da comunidade, educar um bom príncipe uma vez que beneficiaria o povo que ele governasse." Os ensinamentos tinham um cariz marcadamente moral e religioso. De acordo com o estudioso Franco Borsi, isto explica não só a fé religiosa de Luís, que o levou a fundar igrejas e a receber o Concílio de Pio II, até à sua preocupação por uma cultura humanística com o crescimento de obras públicas por toda a cidade, desde a pavimentação das ruas, construção de edifícios (incluindo uma torre do relógio), até à reorganização do centro de Mântua. Entre os famosos humanistas convidados para a cidade encontrava-se o florentino Leon Battista Alberti, que projetou as igrejas de S. Sebastião (San Sebastiano) e Santo André (San'Andrea). Em 1460, Luís nomeou Andrea Mantegna como artista da côrte da Família Gonzaga.
Luís aparece no Tratado sobre Arquitetura, escrito por volta de 1465, pelo escultor e arquiteto Florentino Antonio di Pietro Averlino (c. 1400 – c. 1469), mais conhecido como Filarete. Esta dissertação toma a forma de um diálogo Platónico, onde aparece um arquiteto anónimo (obviamente o próprio Filarete) que constrói uma nova cidade para um patrono (o duque de Milão Francisco I Sforza). Durante o diálogo, são visitados por outro nobre (que seria Luís Gonzaga): o seu papel neste diálogo era persuadir Sforza do erro de abordagem devendo favorecer a arquitetura moderna, que para ele era a Arquitetura gótica e, tendo visto a arquitetura da Antiguidade em Roma, agora favorece essa arquitetura, o que também o que Filarete pretende.

## Casamento e descendência
Luís III e Bárbara tiveram catorze filhos:
1. Frederico (Federico) (1438–morto na infância);
2. Madalena (Maddalena) (1439–morto na infância);
3. Isabel (Elisabetta) (1440-morto na infância);
4. Frederico I (Federico) (1441–1484), Marquês de Mântua;
5. Francisco (Francesco) (1444–1483), Cardeal;
6. Paula Branca (Paola Bianca) (1445–1447), morta na infância;
7. João Francisco (Gianfrancesco) (1446-1496), Conde de Sabbioneta e Senhor de Bozzolo; casou com Antonia del Balzo;
8. Susana (Susanna) (1447–1481), religiosa;
9. Doroteia (Dorotea) (1449–1467), casou com Galeazzo Maria Sforza, Duque de Milão.
10. Cecília (Cecilia) (1451–1472), religiosa;
11. Rodolfo (Rodolfo) (1452–1495), Senhor de Castiglione delle Stiviere, Solferino, Suzzara e Poviglio. Casou com Antonia Malatesta e, depois, com Catarina Pico;
12. Bárbara (Barbara) (1455–1503), casou com Everardo I, duque de Württemberga;
13. Luís (Ludovico) (1460–1511), Bispo de Mântua;
14. Paula (Paola) (1463–1497), casou com Leonardo, Conde da Gorizia.

Luís III teve também duas filhas ilegítimas:
- Catarina ("Caterina"), casou com Gianfrancesco Secco, Conde de Calcio;
- Gabriela ("Gabriella"), casou com Corrado Fogliani, Marquês de Vighizzolo.

Diz-se que as filhas de Bárbara e Luís III eram corcundas, sendo por isso que Susana foi desprezada por Galeazzo Maria Sforza e o casamento com Doroteia foi suspenso até que a côrte de Milão concluísse que os seus problemas físicos não eram tão notórios como os da irmã mais velha. Leonardo de Gorizia também adiou o seu casamento com Paula pela mesma razão e quando acabaram por casar tiveram um nado-morto que, desde logo, foi atribuído à deformação da mãe.

### Nota
- Este artigo foi inicialmente traduzido, total ou parcialmente, do artigo da Wikipédia em italiano cujo título é «Ludovico III Gonzaga».